# Curry Melin
Nils Curry Melin, född 11 april 1923 i Stockholm, död 11 augusti 2005 i Norrköping, Östergötlands län, var en svensk meteorolog.
Melin var känd från TV som väderpresentatör. Han blev ett bekant ansikte för tittarna under 60- och 70-talen.
Under militärtjänsten tvingades han som passagerare hoppa från en Sk 25 som råkat i spinn över Barkarby flygplats vilket resulterade i ett medlemskap i Caterpillarklubben.
Melin var medförfattare till boken "Handbok för väderbitna".